# Комарес
Комарес је мали градић на истоку Шпаније, у близини Малаге. 